# Beringiaphoxus beringianus
Beringiaphoxus beringianus är en kräftdjursart som beskrevs av Jarrett och Edward Lloyd Bousfield 1994. Beringiaphoxus beringianus ingår i släktet Beringiaphoxus och familjen Phoxocephalidae. Inga underarter finns listade i Catalogue of Life.